# Sous-secrétaire d'État parlementaire pour l'Écosse
Le sous-secrétaire d'État parlementaire pour l'Écosse (en anglais : Parliamentary Under-Secretary of State for Scotland) est un poste ministériel subalterne (de rang de sous-secrétaire d'État parlementaire) dans le gouvernement du Royaume-Uni, soutenant le secrétaire d'État pour l'Écosse. Le poste est également connu sous le nom de secrétaire d'État adjoint pour l'Écosse.
Le poste a d'abord été créé en tant que sous-secrétaire parlementaire à la santé pour l'Écosse en 1919, avant de devenir le sous-secrétaire d'État parlementaire pour l'Écosse en 1926. Des postes supplémentaires de sous-secrétaire parlementaire ont été ajoutés en 1940 et 1951, et un Ministre d'État poste créé en 1951. En 1969-1970, l'un des postes de sous-secrétaire a été remplacé par un autre ministre d'État. De 1974 à 1979, il y avait deux ministres d'État et trois sous-secrétaires, pour revenir à un seul ministre d'État en 1979. En 1997, le deuxième poste de ministre d'État a été rétabli et un quatrième poste de sous-secrétaire a été brièvement ajouté à partir d'août 1998.
À la suite de la dévolution en 1999, le nombre de ministres a été réduit. Il y a actuellement deux sous-secrétaires pour soutenir le secrétaire d'État, et il n'y a pas de ministre d'État.

## Sous-secrétaire parlementaire à la santé pour l'Écosse (1919–1926)
| Nom                                           | Portrait | Parti              | Mandat           | Mandat                         |
| --------------------------------------------- | -------- | ------------------ | ---------------- | ------------------------------ |
| John Pratt député pour Glasgow Cathcart       |          | Parti libéral      | 8 aout 1919      | David Lloyd George (Coalition) |
| James Kidd député pour Linlithgowshire        |          | Parti unioniste    | 31 octobre 1922  | Bonar Law (I)                  |
| Walter Elliot député pour Lanark              |          | Parti unioniste    | 15 janvier 1923  | Stanley Baldwin (I)            |
| James Stewart député pour Glasgow St Rollox   |          | Parti travailliste | 23 janvier 1924  | Ramsay MacDonald (I)           |
| Walter Elliot député pour Glasgow Kelvingrove |          | Parti unioniste    | 11 novembre 1924 | Stanley Baldwin (II)           |

## Sous-secrétaire d'État parlementaire pour l'Écosse (1926–aujourd'hui)
| Nom                                                                                      | Nom                                                               | Portrait          | Parti                         | Mandat            | Mandat                                           | Premier ministre                      | Premier ministre |
| ---------------------------------------------------------------------------------------- | ----------------------------------------------------------------- | ----------------- | ----------------------------- | ----------------- | ------------------------------------------------ | ------------------------------------- | ---------------- |
|                                                                                          | Walter Elliot député pour Glasgow Kelvingrove                     |                   | Parti unioniste               | 26 juillet 1926   | 7 juin 1929                                      | Stanley Baldwin (II)                  |                  |
|                                                                                          | Thomas Johnston député pour Dundee                                |                   | Parti travailliste            | 7 juin 1929       | 25 mars 1931                                     | Ramsay MacDonald (II)                 |                  |
| Joseph Westwood député pour Stirling and Falkirk                                         |                                                                   | 25 mars 1931      | Parti travailliste            | 24 août 1931      | Ramsay MacDonald (II)                            |                                       |                  |
|                                                                                          | Noel Skelton député pour Combined Scottish Universities           |                   | Parti unioniste               | 3 septembre 1931  | 22 novembre 1935 (Décédé en fonction)            | Gouvernement national (I, II & III)   |                  |
| John Colville député pour Midlothian and Peebles Northern                                |                                                                   | 28 novembre 1935  | Parti unioniste               | 29 octobre 1936   | Gouvernement national (III)                      |                                       |                  |
| Henry Scrymgeour-Wedderburn député pour West Renfrewshire                                |                                                                   | 29 octobre 1936   | Parti unioniste               | 6 septembre 1939  | Gouvernement national (III & IV)                 |                                       |                  |
| John McEwen député pour Berwick and Haddington                                           |                                                                   | 6 septembre 1939  | Parti unioniste               | 17 mai 1940       | Neville Chamberlain (Cabinet de guerre)          |                                       |                  |
|                                                                                          | Joseph Westwood député pour Stirling and Falkirk                  |                   | Parti travailliste            | 17 mai 1940       | 23 mai 1945                                      | Winston Churchill (Cabinet de guerre) |                  |
|                                                                                          | Captain Henry Scrymgeour-Wedderburn député pour West Renfrewshire |                   | Parti unioniste               | 8 février 1941    | 4 mars 1942                                      | Winston Churchill (Cabinet de guerre) |                  |
| Allan Chapman député pour Rutherglen                                                     |                                                                   | 4 mars 1942       | Parti unioniste               | 26 juillet 1945   | Winston Churchill (Cabinet de guerre)            |                                       |                  |
| Thomas Galbraith député pour Glasgow Pollok                                              |                                                                   | 26 mai 1945       | Parti unioniste               | 26 juillet 1945   | Winston Churchill (II)                           |                                       |                  |
|                                                                                          | George Buchanan député pour Glasgow Gorbals                       |                   | Parti travailliste            | 4 août 1945       | 7 octobre 1947                                   | Clement Attlee (I)                    |                  |
| Tom Fraser député pour Hamilton                                                          |                                                                   | 26 octobre 1951   | Parti travailliste            | 4 août 1945       |                                                  | Clement Attlee (I)                    |                  |
| John Robertson député pour Berwick                                                       |                                                                   | 26 octobre 1951   | Parti travailliste            | 7 octobre 1947    |                                                  | Clement Attlee (I)                    |                  |
| Margaret Herbison député pour North Lanarkshire                                          |                                                                   | 26 octobre 1951   | Parti travailliste            | 2 mars 1950       |                                                  | Clement Attlee (I)                    |                  |
|                                                                                          | Thomas Galbraith député pour Glasgow Pollok                       |                   | Parti unioniste               | 2 novembre 1951   | 5 avril 1955                                     | Winston Churchill (III)               |                  |
| Sir William McNair Snadden député pour Kinross and Western Perthshire                    |                                                                   | 3 juin 1955       | Parti unioniste               | 2 novembre 1951   | Anthony Eden (I)                                 |                                       |                  |
|                                                                                          | Sir James Henderson-Stewart député pour East Fife                 |                   | Libéral National              | 4 février 1952    | 9 janvier 1957                                   | Harold Macmillan (I & II)             |                  |
|                                                                                          | Jack Nixon Browne député pour Glasgow Craigton                    |                   | Parti conservateur            | 7 avril 1955      | 9 janvier 1957                                   | Harold Macmillan (I & II)             |                  |
|                                                                                          | Niall Macpherson député pour Dumfriesshire                        |                   | Libéral National              | 13 juin 1955      | 9 janvier 1957                                   | Harold Macmillan (I & II)             |                  |
|                                                                                          | Jack Nixon Browne député pour Glasgow Craigton                    |                   | Parti conservateur            | 18 janvier 1957   | 22 octobre 1959                                  | Harold Macmillan (I & II)             |                  |
|                                                                                          | Major Lord John Hope député pour Edinburgh Pentlands              |                   | Parti unioniste               | 18 janvier 1957   | 22 octobre 1959                                  | Harold Macmillan (I & II)             |                  |
|                                                                                          | Niall Macpherson député pour Dumfriesshire                        |                   | Libéral National              | 19 janvier 1957   | 28 octobre 1960                                  | Harold Macmillan (I & II)             |                  |
|                                                                                          | Thomas Galbraith 1er Baron Strathclyde                            |                   | Parti unioniste               | 22 octobre 1959   | 8 novembre 1962                                  | Harold Macmillan (I & II)             |                  |
|                                                                                          | Gilmour Leburn député pour Kinross and West Perthshire            |                   | Parti conservateur            | 22 octobre 1959   | 15 aout 1963                                     | Harold Macmillan (I & II)             |                  |
| Lieutenant-Colonel Richard Brooman-White député pour Rutherglen                          |                                                                   | 28 octobre 1960   | Parti conservateur            | 12 décembre 1963  |                                                  | Harold Macmillan (I & II)             |                  |
|                                                                                          | Lady Tweedsmuir député pour Aberdeen South                        |                   | Parti unioniste               | 3 décembre 1962   | 16 octobre 1964                                  | Harold Macmillan (I & II)             |                  |
|                                                                                          | Anthony Stodart député pour Edinburgh West                        |                   | Parti conservateur            | 19 aout 1963      | 16 octobre 1964                                  | Sir Alec Douglas-Home (I)             |                  |
| Gordon Campbell député pour Moray and Nairn                                              |                                                                   | 12 décembre 1963  | Parti conservateur            |                   | 16 octobre 1964                                  | Sir Alec Douglas-Home (I)             |                  |
|                                                                                          | Dickson Mabon député pour Greenock                                |                   | Labour and Co-operative Party | 20 octobre 1964   | 7 janvier 1967                                   | Harold Wilson (I & II)                |                  |
|                                                                                          | William Hughes Baron Hughes                                       |                   | Parti travailliste            | 21 octobre 1964   | 13 octobre 1969                                  | Harold Wilson (I & II)                |                  |
| Bruce Millan député pour Glasgow Craigton                                                |                                                                   | 6 avril 1966      | Parti travailliste            | 19 juin 1970      |                                                  | Harold Wilson (I & II)                |                  |
| Norman Buchan député pour West Renfrewshire                                              |                                                                   | 7 janvier 1967    | Parti travailliste            | 19 juin 1970      |                                                  | Harold Wilson (I & II)                |                  |
|                                                                                          | Alick Buchanan-Smith député pour North Angus and Mearns           |                   | Parti conservateur            | 24 juin 1970      | 4 mars 1974                                      | Edward Heath (I)                      |                  |
| George Younger député pour Ayr                                                           |                                                                   | 8 janvier 1974    | Parti conservateur            | 24 juin 1970      |                                                  | Edward Heath (I)                      |                  |
| Sir Teddy Taylor député pour Glasgow Cathcart                                            |                                                                   | 28 juillet 1971   | Parti conservateur            | 24 juin 1970      |                                                  | Edward Heath (I)                      |                  |
| Hector Monro député pour Dumfries                                                        |                                                                   | 28 juillet 1971   | Parti conservateur            | 4 mars 1974       |                                                  | Edward Heath (I)                      |                  |
| Sir Teddy Taylor député pour Glasgow Cathcart                                            |                                                                   | 8 janvier 1974    | Parti conservateur            | 4 mars 1974       |                                                  | Edward Heath (I)                      |                  |
|                                                                                          | Robert Hughes député pour Aberdeen North                          |                   | Parti travailliste            | 11 mars 1974      | 22 juillet 1975                                  | Harold Wilson (III & IV)              |                  |
| Hugh Brown député pour Glasgow Provan                                                    |                                                                   | 28 juin 1974      | Parti travailliste            | 4 mai 1979        |                                                  | Harold Wilson (III & IV)              |                  |
| Harry Ewing député pour Stirling, Falkirk and Grangemouth                                |                                                                   | 18 octobre 1974   | Parti travailliste            | 4 mai 1979        |                                                  | Harold Wilson (III & IV)              |                  |
| Frank McElhone député pour Glasgow Queen's Park                                          |                                                                   | 12 septembre 1975 | Parti travailliste            | 4 mai 1979        |                                                  | Harold Wilson (III & IV)              |                  |
| Frank McElhone député pour Glasgow Queen's Park                                          | James Callaghan (I)                                               | 12 septembre 1975 | Parti travailliste            | 4 mai 1979        |                                                  |                                       |                  |
|                                                                                          | Alex Fletcher député pour Edinburgh North                         |                   | Parti conservateur            | 7 mai 1979        | 14 juin 1983                                     | Margaret Thatcher (I, II & III)       |                  |
| Russell Fairgrieve député pour Aberdeenshire West                                        |                                                                   | 15 septembre 1981 | Parti conservateur            | 7 mai 1979        |                                                  | Margaret Thatcher (I, II & III)       |                  |
| Sir Malcolm Rifkind député pour Edinburgh Pentlands                                      |                                                                   | 6 avril 1982      | Parti conservateur            | 7 mai 1979        |                                                  | Margaret Thatcher (I, II & III)       |                  |
| Allan Stewart député pour East Renfrewshire (jusqu'en 1983) MP pour Eastwood (1983-1997) |                                                                   | 15 septembre 1981 | Parti conservateur            | 10 septembre 1986 |                                                  | Margaret Thatcher (I, II & III)       |                  |
| John MacKay député pour Argyll (jusqu'en 1983) MP pour Argyll and Bute (1983-1987)       |                                                                   | 6 avril 1982      | Parti conservateur            | 14 juin 1987      |                                                  | Margaret Thatcher (I, II & III)       |                  |
| Michael Ancram député pour Edinburgh South                                               |                                                                   | 13 juin 1983      | Parti conservateur            | 14 juin 1987      |                                                  | Margaret Thatcher (I, II & III)       |                  |
| Ian Lang député pour Galloway and Upper Nithsdale                                        |                                                                   | 10 septembre 1986 | Parti conservateur            | 13 juin 1987      |                                                  | Margaret Thatcher (I, II & III)       |                  |
| James Douglas-Hamilton député pour Edinburgh West                                        |                                                                   | 13 juin 1987      | Parti conservateur            | 6 juillet 1995    |                                                  | Margaret Thatcher (I, II & III)       |                  |
| Michael Forsyth député pour Stirling                                                     |                                                                   | 13 juin 1987      | Parti conservateur            | 7 septembre 1990  |                                                  | Margaret Thatcher (I, II & III)       |                  |
| Thomas Galbraith 2e baron Strathclyde                                                    |                                                                   | 7 septembre 1990  | Parti conservateur            | 14 avril 1992     |                                                  | Margaret Thatcher (I, II & III)       |                  |
| Allan Stewart député pour Eastwood                                                       |                                                                   | 28 novembre 1990  | Parti conservateur            | 8 février 1995    | John Major (I & II)                              |                                       |                  |
| Hector Monro député pour Dumfries                                                        |                                                                   | 14 avril 1992     | Parti conservateur            | 6 juillet 1995    | John Major (I & II)                              |                                       |                  |
| George Kynoch député pour Kincardine and Deeside                                         |                                                                   | 8 février 1995    | Parti conservateur            | 2 mai 1997        | John Major (I & II)                              |                                       |                  |
| James Lindsay-Bethune 16e comte de Lindsay                                               |                                                                   | 6 juillet 1995    | Parti conservateur            | 2 mai 1997        | John Major (I & II)                              |                                       |                  |
| Raymond Robertson député pour Aberdeen South                                             |                                                                   | 6 juillet 1995    | Parti conservateur            | 2 mai 1997        | John Major (I & II)                              |                                       |                  |
|                                                                                          | Sam Galbraith député pour Strathkelvin and Bearsden               |                   | Parti travailliste            | 6 mai 1997        | 29 juillet 1999                                  | Tony Blair (I, II & III)              |                  |
| John Sewel Baron Sewel                                                                   |                                                                   |                   | Parti travailliste            | 6 mai 1997        | 29 juillet 1999                                  | Tony Blair (I, II & III)              |                  |
| Malcolm Chisholm député pour Edinburgh North and Leith                                   |                                                                   | 10 décembre 1997  | Parti travailliste            | 6 mai 1997        |                                                  | Tony Blair (I, II & III)              |                  |
| Calum MacDonald député pour Western Isles                                                |                                                                   | 11 décembre 1997  | Parti travailliste            | 29 juillet 1999   |                                                  | Tony Blair (I, II & III)              |                  |
| Gus Macdonald Baron Macdonald de Tradeston                                               |                                                                   | 3 août 1998       | Parti travailliste            | 29 juillet 1999   |                                                  | Tony Blair (I, II & III)              |                  |
| Vacant                                                                                   | Vacant                                                            | Vacant            | Vacant                        | 29 juillet 1999   | 29 mai 2002                                      | Tony Blair (I, II & III)              |                  |
|                                                                                          | Anne McGuire député pour Stirling                                 |                   | Parti travailliste            | 29 mai 2002       | 11 mai 2005                                      | Tony Blair (I, II & III)              |                  |
| David Cairns député pour Inverclyde                                                      |                                                                   | 11 mai 2005       | Parti travailliste            | 28 juin 2007      |                                                  | Tony Blair (I, II & III)              |                  |
| Ann McKechin député pour Inverclyde                                                      |                                                                   | 16 septembre 2008 | Parti travailliste            | 11 mai 2010       | Gordon Brown (I)                                 |                                       |                  |
|                                                                                          | David Mundell député pour Dumfriesshire, Clydesdale and Tweeddale |                   | Parti conservateur            | 14 mai 2010       | 11 mai 2015                                      | David Cameron (I & II)                |                  |
| Andrew Dunlop Baron Dunlop                                                               |                                                                   | 14 mai 2015       | Parti conservateur            | 10 juin 2017      |                                                  | David Cameron (I & II)                |                  |
| Andrew Dunlop Baron Dunlop                                                               | Theresa May (I)                                                   | 14 mai 2015       | Parti conservateur            | 10 juin 2017      |                                                  |                                       |                  |
| Ian Duncan Baron Duncan de Springbank                                                    |                                                                   | 15 juin 2017      | Parti conservateur            | 27 juillet 2019   | Theresa May (II)                                 |                                       |                  |
| Robin Walker député pour Worcester                                                       |                                                                   | 27 juillet 2019   | Parti conservateur            | 16 décembre 2019  | Boris Johnson (I & II)                           |                                       |                  |
| Colin Clark député pour Gordon                                                           |                                                                   | 27 juillet 2019   | Parti conservateur            | 16 décembre 2019  | Boris Johnson (I & II)                           |                                       |                  |
| Douglas Ross député pour Moray                                                           |                                                                   | 16 décembre 2019  | Parti conservateur            | 26 mai 2020       | Boris Johnson (I & II)                           |                                       |                  |
| David Duguid député pour Banff and Buchan                                                |                                                                   | 2 juin 2020       | Parti conservateur            | 16 septembre 2021 | Boris Johnson (I & II)                           |                                       |                  |
| Iain Stewart député pour Milton Keynes South                                             |                                                                   | 2 juin 2020       | Parti conservateur            | 8 septembre 2022  | Boris Johnson (I & II)                           |                                       |                  |
| David Duguid député pour Banff and Buchan                                                |                                                                   | 20 septembre 2022 | Parti conservateur            | 27 octobre 2022   | Liz Truss (I)                                    |                                       |                  |
| Malcolm Offord Baron Offord de Garvel                                                    |                                                                   | 4 octobre 2021    | Parti conservateur            | 9 février 2024    | Boris Johnson (II) Liz Truss (I) Rishi Sunak (I) |                                       |                  |
| John Lamont député pour Berwickshire, Roxburgh et Selkirk                                |                                                                   | 27 octobre 2022   | Parti conservateur            | 5 juillet 2024    | Rishi Sunak (I)                                  |                                       |                  |
| Donald Cameron Baron Cameron de Lochiel                                                  |                                                                   | 9 février 2024    | Parti conservateur            | 5 juillet 2024    | Rishi Sunak (I)                                  |                                       |                  |
|                                                                                          | Kirsty McNeill députée pour Midlothian                            |                   | Parti travailliste            | 9 juillet 2024    | Titulaire                                        | Keir Starmer (I)                      |                  |

## Ministre d'État pour l'Écosse (1951–2008)
- 2 novembre 1951: Comte de Home
- 7 avril 1955: Thomas Galbraith
- 23 octobre 1958: Lord Forbes
- 22 octobre 1959: Jack Nixon Browne
- 20 octobre 1964: George Willis
- 7 janvier 1967: Dickson Mabon (jusqu'au 19 juin 1970)
- 13 octobre 1969: Lord Hughes (jusqu'au 19 juin 1970)
- 23 juin 1970: Lady Tweedsmuir
- 7 avril 1972: Lord Polwarth
- 8 mars 1974: Bruce Millan (jusqu'au 8 avril 1976)
- 8 mars 1974: Lord Hughes (jusqu'au 8 août 1975)
- 8 aout 1975: Lord Kirkhill (jusqu'au 15 décembre 1978)
- 14 avril 1976: Gregor Mackenzie (jusqu'au 4 mai 1979)
- 7 mai 1979: William Murray (8e comte de Mansfield)
- 13 juin 1983: Hamish Gray
- 10 septembre 1986: Simon Arthur (4e baron Glenarthur)
- 13 juin 1987: Ian Lang (jusqu'au 28 November 1990)
- 13 juin 1987: Lord Sanderson de Bowden (jusqu'au 7 septembre 1990)
- 7 septembre 1990: Michael Forsyth
- 14 avril 1992: Lord Fraser de Carmyllie
- 6 juillet 1995: Lord James Douglas-Hamilton
- 6 mai 1997: Henry McLeish (jusqu'au 29 June 1999)
- 6 mai 1997: Brian Wilson (jusqu'au 28 juillet 1998)
- 28 juillet 1998: Helen Liddell (jusqu'au 17 mai 1999)
- 29 juillet 1999: Brian Wilson
- 26 janvier 2001: George Foulkes (jusqu'au 29 mai 2002)
- juillet 2007: David Cairns (16 septembre 2008)